# بكم
البكم هم الأشخاص الذين ليست لهم القدرة على الكلام بسبب عوامل طبيعية (منذ الولادة) أو عوامل بيئية كحادثة أثرت عليهم مما أدى إلى فقدان الصوت أو عدم القدرة على الكلام.

## التعريف
البكم بصفة عامة: هو عبارة عن اضطراب لغوي واضح يؤدي إلى مشكله حقيقيه في الإتصال والتحاور.
وتعرفه منظمة الصحة العالمية « هو الحالة التي تمنع الطفل من تعلم لغته الخاصة والمشاركة في النشاطات العادية التي يتطلبها عمره وتمنعه من متابعة التعليم العادي، والبكم ناتج في كل الأحيان عن ضعف السمع المهمل».

### اسبابه
السبب الأول والرئيسي للبكم هو الصمم حيث أنهما آفتان مترابطتان إذ أن عدم القدرة على السمع تؤدي تلقائيا إلى عدم القدرة على الكلام بحيث ان الحرمان من السمع لاينتج عنه البكم فقط وانما يؤثر كذلك على نمو مجموعة القدرات والسلوكات التي لها علاقة بالاكتسابات
ويخلق الصمم صعوبات في فهم اللغة وانتاجها خاصة الصمم العميق الذي يؤدي إلى غياب كامل للغة وبالتالي الكلام اللغوي حيث يصبح الطفل الأصم أبكما بالضرورة لأن عدم البلاغ السمعي والأصوات تجعل وجود البكم حتمية لامفر منها.
أما الأسباب الأخرى فتتمثل في أسباب تمت أثناء الحمل وهي الأمراض التي تصيب الجنين خلال الأشهر الثلاثة الأولى من الحمل وتكون مرتبطة ارتباطا وثيقا بالأم كتناولها لعقاقير ومهدئات دون الأخد برأي الأخصائي أو كإصابتها باحدى الأمراض المعدية كالحصبة الألمانية التي من شأنها ان تنتج لنا إعاقة سمعية وبالتالي البكم، وكذلك من الأسباب لدينا الولادة العسيرة بما فيها كطريقة إخراج المو لود أو نقص الأكسجين على مستوى الأنسجة وكذلك عدم تكافؤ الريزوس (حمل الأم لريزوس سلبي). كما قد يرجع البكم إلى أسباب تعفنية تسممات على مستوى المخ والسحايا الدماغية وكذلك قد يكون السبب الوراثي كماقد يرجع إلى المحيط البيئي للطفل (علاقة الطفل بالأم).

## أنواعه
هناك نوعان من البكم _ خلقي أو ولادي_مكتسب

### البكم الخلقي
هي الإعاقة التي يولد بها الطفل والتي تكون نتيجة أحد الأسباب المذكورة، وهم الأطفال الذين يولدون فاقدين للوظيفتين معا السمع والكلام وبالتالي لايستطيعون تعلم الكلام واللغة إلا من خلال أساليب تعليمية خاصة.

### البكم المكتسب
وهم فئة الأطفال الذين تكونت لديهم مهارة الكلام والقدرة على فهم اللغة ثم ظهرت عندهم بعد ذلك إعاقة سمعية بسبب حادث أدى إلى اصابة الأذن الداخلية أو الأعصاب السمعية وهنا يكون الطفل قد اكتسب نمو لغوي عادي ولكن نتيجة لغياب الإدراك السمعي يتلاشى ما اكتسبه مع الوقت
- اللغة عند الطفل الأبكم: تكون بطريقتين _قراءة الشفاه

_ لغة الإشارة
-قراءة الشفاه حيث يستخدم فيها 3طرق للتدريب:
القراءة الأولى يكون التركيز فيها على أجزاء الكلمة ويطلق عليها طريقة الصوتيات في ضوء هذه الطريقة يتعلم الطفل نطق الحروف الساكنة والمتحركة ثم يتعلم نطق مجموعة من الحروف المتحركة ثم يتعلم نطق هذه الحروف مع بعض الحروف الساكنة...
القراءة الثانية لاتمنع التركيز على الكلمة أو الجملة وانما تهتم بالوحدة الكلية قد تكون هذه الوحدة قصة قصيرة مثلا حتى وان كان الطفل لايفهم منها سوى جزءا صغيرا فقط.
القراءة الثالثة تقوم على ابراز الأصوات المرئية أولا ثم بعد ذلك الأصوات المضغمة
 لغة الإشارة : هنا يستخدم الأبكم أصابع اليدين والدراعين بأوضاع مختلفة الدلالة على كلمات معينة وقد تطورت هذه اللغة حتى أصبحت مقننة ولها قاموس خاص بها ومتعارف عليه دوليا غير أن هناك صعوبات في استخدامها لتعليم الفلسفة والرضيات...لأنها مقررات تحتوي على قدر كبير من التجريد وتستخدم ألفاظا يصعب ترجمتها إلى اشارات.
و في المراكز المتخصصة نجد طريقة استخدام المعينات السمعية كوسيلة لتطوير ولتوسيع قدرة الإتصال عند الطفل الأبكم ولكن هذه الوسيلة تنطبق على فئة قليلة وهم أصحاب ضعاف السمع أو من نجد لديهم عجز سمعي خفيف أو متوسط من20 إلى 70 دسبل ضياع سمعي أين تستعمل السماعة داخل الفصل أثناء الدراسة لالتقاط بعض الأصوات وحفظها خلال الكلام في الأذن مباشرة واستخدام أنابيب خاصة لتكبير الصوت.
- الذكاء عند البكم: هو عادي إذا ما قورن بالمتخلف لأن معرفة الأبكم تتوقف أساسا على الأشياء المحسوسة فهو يجد مشاكل في الأشياء المجردة وقد أثبتت الدراسات الحديثة قدرة هذا النوع من الناس من استخدام مخططات بصرية حركية التي توجه حركاتهم في غياب الرموز اللغوية.

## الجانب الطبي
- تقديم الحالة:(التقرير الطبي)

بلغ من العمر 11 سنة مستواه الدراسي ستة رابعة أساسي.
- تشخيص: من خلال اختبار ORL أثبث أن لديه إعاقة سمعية عميقة على مستوى الأذن اليمنى والأذن اليسرى معا، الضياع السمعي 95 دبل وهو ما يثبت انه يعاني من عجز سمعي عميق.

ثبوت تشوهات على مستوى الفم بعد إجراء الفحص الفمي الذي كانت نتائجه كالآتي:
_تشوه الأسنان العلوية إذ أنها متباعدة، وانعدام بعضها (الأضراس قصيرة)
_الفك السفلي متباعد بالنسبة للفك العلوي ويلاحظ ذلك في بروز الفك السفلي إلى الأمام عند غلق أو ملاقاة الفك العلوي بالفك السفلي (عند غلق الفم) إضافة إلى مكبح اللسان الذي يعيق حركة اللسان.
_شق على مستوى الشفة العليا من جانب واحد تصل إلى غاية الأنف
_ تشوه على مستوى الأنف مما يؤدي إلى وجود مشاكل نطقية وصعوبة في الحركة المناسبة لإصدار الحروف بطريقة صحيحة وبالتالي اضطراب في اللغة.
بعد القيام باختبارات التسمية والتعيين والتكرار جدول اختبار الصوت قصد ملاحظة السلوك اللغوي وجدنا لديه عجز في ادراك الكلام المنطوق وفي سماع أصوات الكلام وذلك بسبب تأثير العجز السمعي الذي أصاب الأذن اليمنى واليسرى معا وهذا ما يعيق اكتسابه اللغة بالإضافة إلى تشوهات على مستوى الفم والأنف فهو يميل كثيرا إلى الإشارات واستعمال الحركات والإيماءات
الوجهية كما أن رصيده اللغوي محدود جدا عدم القدرة على تركيب جملة وعدم توظيق أدوات الربط
وعدم قدرته على النطق بالحروف ت ث ج خ ح د ذ ر ز س ش ص ض ط ظ ع ف ق ك ن ه ي
واضطراب عملية التنفس عبر الأنفس عادة ما يتنفس عبر الفم وذلك لضيق المجاري الأنفية.
- العلاج:

الحالة تتابع كفالة أرطفونية في مدرسة صغار الصم البكم من كل أسبوع مدة الجلسة 30د
من خطوات العلاج تمارين التنفس، الاسترخاء
_ مسك الرقة بشفتين ثم الجذب (للتحكم في عضلات الشفاه)
_ تركيز على الحروف الشفوية الانفجارية (مخارج الأصوات)
_ تحديد التسرب الغني (س)
_ النسفخ على القطن، الورقة، الشمعة
_ تسلسل الألوان والأشكال
_ استعمال الحركات المستعملة في الإيقاع الجسمي مرتبطة مباشرة بنوعية الإنتاج النطقي
_ استعمال الطريقة النطقية باللمس والمرآة والتقليد لمختلف الأعضاء النطقية
_ التعلم التدرجي للصوامت المعزولة (مقاطع كلمات ثم جمل)
_ استعمال الطريقة اللفظية النغمية
_ استعمال المقاطع القصيرة والطويلة مع التكرار
_ تصحيح الأخطاء النطقية والأصوات عن طريق استعمال موجه اللسان قصد توجيه اللسان وتصحيح مخرج الحرف المقصود تصحيحه.
- النتيجة:

```
طفونية لم تسجل هناك أي ملاحظة إلا نطق الحروف ت ث د ح ف بعد ما كانت منعدمة غير انه لازال لديه بعض الحروف مشوهة وبعض الحروف منعدمة التي تحتاج إلى تصحيح والتوجيه.
```

ملاحظة هامة:
هناك فارق كبير بين البكم وما يعرف بالخرس فالثاني هو نفسي بالضرورة وليس عضوي يكون نتيجة لصدمة نفسية قوية تجعل الفرد يتقوقع حول ذاته والامتناع عن الكلام هو كميكانيزم دفاعي
قد يكون لفترة طويلة أو لمدة قصيرة لاتتجاوز 12 ساعة (حسب المسبب).
ويستخدمون لغة الإشارة للاتصال بمن حولهم.